# エイミー・バウアーンシュミット
エイミー・N・バウアーンシュミット（Amy N. Bauernschmidt、1970年12月4日 - ）は、アメリカ海軍の現役軍人。現階級は准将。2021年8月19日より、原子力空母「エイブラハム・リンカーン」（CVN-72）の艦長を務め、現在は第7艦隊司令長官代理。
アメリカ海軍史上初の女性空母艦長である。

## 経歴
ウィスコンシン州ミルウォーキー出身。
海洋工学に興味を示したことを契機に、高校卒業後に学費の支給を受けられる海軍兵学校へ進学し、1994年5月に同分野における学士号を取得し卒業。加えて彼女がアナポリスに在学中だった1993年秋、女性軍人の海軍における戦闘艦艇での勤務を認める法案がアメリカ合衆国議会で可決・成立したこともあり、1994年5月の卒業後は海軍において軍用ヘリのパイロットとしてキャリアを開始した。その後、原子力空母ジョージ・H・W・ブッシュ（CVN-77）において当時編成されていた第70ヘリコプター海洋打撃飛行隊（HSM-70）の飛行隊長などを務める傍ら、海軍大学校と海軍原子力訓練コマンドを修了している。
この原子力訓練コマンドを修了した2016年9月、原子力空母エイブラハム・リンカーン（CVN-72）の副艦長に就任。その後、ドック型揚陸艦サンディエゴ（LPD-22）の艦長を経て、2020年12月23日にエイブラハム・リンカーンの次期艦長に就任することが発表され、所定の訓練を経て2021年8月19日に同艦の艦長に就任した。就任時点で、アメリカ海軍において史上初めて空母を女性艦長が指揮する例となった。
2023年2月に准将に昇進。同年12月に第7艦隊司令長官代理に就任した
。